# Gold Cup 2021
Navigation
Costa Rica-Jamaïque-États-Unis 2019 États-Unis-Canada 2023
La Gold Cup 2021 est la seizième édition de la Gold Cup, compétition organisée par la Confédération de football d'Amérique du Nord, d'Amérique centrale et des Caraïbes (CONCACAF) et rassemblant les meilleures équipes masculines d'Amérique du Nord, d'Amérique centrale et des Caraïbes. Il se déroule aux États-Unis du 10 juillet au 1er août 2021. Enfin, tous les matchs bénéficieront de la technologie sur la ligne de but, et également de l'utilisation de la VAR pendant la compétition.
Le Mexique remet en jeu son titre. Le 1er août 2021, les États-Unis et le Mexique s'affrontent en finale après avoir battu en demi-finales respectivement le Qatar et le Canada. Ce sont les États-Unis qui s'imposent en prolongations sur un but de Miles Robinson à la 117e minute qui offre à son pays son septième titre. Héctor Herrera est désigné par la CONCACAF meilleur joueur de la compétition.

## Équipes qualifiées
Le 2 septembre 2020, la CONCACAF a annoncé que l'équipe du Qatar, championne de la Coupe d'Asie de l'AFC 2019 et également hôte de la Coupe du monde 2022, participera aux tournois 2021 et 2023. Par conséquent, seules trois équipes se qualifieront pour l'édition 2021 via les éliminatoires. Le 9 juillet 2021, l'équipe de Curaçao déclare forfait après qu’un certain nombre de joueurs et de membres du personnel de la sélection ont subi des tests positifs à la Covid-19 si bien que la sélection du Guatemala est repêchée,.
Les deux premiers de chaque groupe de la Ligue A de la Ligue des nations de la CONCACAF 2019-2020 sont qualifiés (huit équipes), ainsi que les vainqueurs de groupes de la Ligue B de la Ligue des nations de la CONCACAF 2019-2020, qui accèdent ainsi à l'échelon supérieur (quatre autres équipes). Les trois derniers qualifiées sont issus de barrage entre les derniers de groupe de Ligue A de la Ligue des nations de la CONCACAF 2019-2020, les deuxièmes de Ligue B de la Ligue des nations de la CONCACAF 2019-2020 et les vainqueurs de Ligue C de la Ligue des nations de la CONCACAF 2019-2020.
| Pays              | Qualification                                                   | Date             | Participations | Meilleur résultat                                                                 | Dernière participation (résultat obtenu) |
| ----------------- | --------------------------------------------------------------- | ---------------- | -------------- | --------------------------------------------------------------------------------- | ---------------------------------------- |
| Canada            | 2e du groupe A Ligue A de LNC                                   | 11 octobre 2019  | +15, (18)      | Vainqueur (2) · 1985, 2000                                                        | 2019 (1/4 de finale)                     |
| Honduras          | 1er du groupe C Ligue A de LNC                                  | 13 octobre 2019  | +15, (21)      | Vainqueur (1) · 1981                                                              | 2019 (1er tour)                          |
| Grenade           | 1er du groupe A Ligue B de LNC                                  | 14 novembre 2019 | +3, (3)        | 1er tour 2009 et 2011                                                             | 2011 (1er tour)                          |
| Jamaïque          | 1er du groupe C Ligue B de LNC                                  | 15 novembre 2019 | +12, (14)      | Finaliste (2) · 2015, 2017                                                        | 2019 (Demi-finaliste)                    |
| États-Unis        | 1er du groupe A Ligue A de LNC                                  | 15 novembre 2019 | +16, (18)      | Vainqueur (6) · 1991, 2002, 2005, 2007, 2013, 2017                                | 2019 (Finaliste)                         |
| Mexique           | 1er du groupe B Ligue A de LNC                                  | 15 novembre 2019 | +16, (24)      | Vainqueur (11) · 1965, 1971, 1977, 1993, 1996, 1998, 2003, 2009, 2011, 2015, 2019 | 2019 (Vainqueur)                         |
| Salvador          | 1er du groupe B Ligue B de LNC                                  | 16 novembre 2019 | +12, (18)      | Finaliste (2) · 1963, 1981                                                        | 2019 (1er tour)                          |
| Costa Rica        | 1er du groupe D Ligue A de LNC                                  | 17 novembre 2019 | +15, (21)      | Vainqueur (3) · 1963, 1969, 1989                                                  | 2019 (1/4 de finale)                     |
| Martinique        | 2e du groupe C Ligue A de LNC                                   | 17 novembre 2019 | +7, (7)        | 1/4 de finaliste (1) 2002                                                         | 2019 (1er tour)                          |
| Suriname          | 1er du groupe D Ligue B de LNC                                  | 18 novembre 2019 | +1, (3)        | Sixième (1) 1977                                                                  | 1985 (1er tour)                          |
| Panama            | 2e du groupe B Ligue A de LNC                                   | 19 novembre 2019 | +10, (11)      | Finaliste (2) · 2005, 2013                                                        | 2019 (1/4 de finale)                     |
| Qatar             | Invitation                                                      | 2 septembre 2020 | +1, (1)        | Première participation                                                            | Première participation                   |
| Trinité-et-Tobago | Éliminatoires de la Gold Cup 2021                               | 6 juillet 2021   | +11, (17)      | Finaliste (1) · 1973                                                              | 2019 (1er tour)                          |
| Haïti             | Éliminatoires de la Gold Cup 2021                               | 6 juillet 2021   | +8, (15)       | Vainqueur (1) · 1973                                                              | 2019 (Demi-finaliste)                    |
| Guadeloupe        | Éliminatoires de la Gold Cup 2021                               | 6 juillet 2021   | +4, (4)        | 1/2 finaliste (1) 2007                                                            | 2011 (1er tour)                          |
| Guatemala         | Éliminatoires de la Gold Cup 2021Meilleure équipe non-qualifiée | 9 juillet 2021   | +11, (19)      | Vainqueur (1) · 1967                                                              | 2015 (1er tour)                          |

## Villes et stades
Le 13 avril 2021, la CONCACAF annonce que la finale de la compétition se déroulera au Allegiant Stadium de Paradise, dans l'État du Nevada. Ce n'est que le 22 avril suivant que la liste complète des stades hôtes est dévoilée.
| Dallas Texas       | Arlington Texas | Houston Texas | Houston Texas         |
| ------------------ | --- | --- | --------------------- |
| Cotton Bowl        | AT&T Stadium | NRG Stadium | BBVA Stadium          |
| Capacité : 92 100  | Capacité : 80 000 | Capacité : 71 795 | Capacité : 22 039     |
|                    | | |                       |
| Glendale Arizona   | [[Fichier:Usa edcp (+HI +AK) location map.svg\|715px\|{{#if:\|{{{alt}}}\|Gold Cup 2021 est dans la page États-Unis.]]Frisco Glendale Houston Kansas City Orlando Austin Paradise Dallas Arlington Gold Cup 2021 (États-Unis) | [[Fichier:Usa edcp (+HI +AK) location map.svg\|715px\|{{#if:\|{{{alt}}}\|Gold Cup 2021 est dans la page États-Unis.]]Frisco Glendale Houston Kansas City Orlando Austin Paradise Dallas Arlington Gold Cup 2021 (États-Unis) | Paradise Nevada       |
| State Farm Stadium | [[Fichier:Usa edcp (+HI +AK) location map.svg\|715px\|{{#if:\|{{{alt}}}\|Gold Cup 2021 est dans la page États-Unis.]]Frisco Glendale Houston Kansas City Orlando Austin Paradise Dallas Arlington Gold Cup 2021 (États-Unis) | [[Fichier:Usa edcp (+HI +AK) location map.svg\|715px\|{{#if:\|{{{alt}}}\|Gold Cup 2021 est dans la page États-Unis.]]Frisco Glendale Houston Kansas City Orlando Austin Paradise Dallas Arlington Gold Cup 2021 (États-Unis) | Allegiant Stadium     |
| Capacité : 63 400  | [[Fichier:Usa edcp (+HI +AK) location map.svg\|715px\|{{#if:\|{{{alt}}}\|Gold Cup 2021 est dans la page États-Unis.]]Frisco Glendale Houston Kansas City Orlando Austin Paradise Dallas Arlington Gold Cup 2021 (États-Unis) | [[Fichier:Usa edcp (+HI +AK) location map.svg\|715px\|{{#if:\|{{{alt}}}\|Gold Cup 2021 est dans la page États-Unis.]]Frisco Glendale Houston Kansas City Orlando Austin Paradise Dallas Arlington Gold Cup 2021 (États-Unis) | Capacité : 61 000     |
|                    | [[Fichier:Usa edcp (+HI +AK) location map.svg\|715px\|{{#if:\|{{{alt}}}\|Gold Cup 2021 est dans la page États-Unis.]]Frisco Glendale Houston Kansas City Orlando Austin Paradise Dallas Arlington Gold Cup 2021 (États-Unis) | [[Fichier:Usa edcp (+HI +AK) location map.svg\|715px\|{{#if:\|{{{alt}}}\|Gold Cup 2021 est dans la page États-Unis.]]Frisco Glendale Houston Kansas City Orlando Austin Paradise Dallas Arlington Gold Cup 2021 (États-Unis) |                       |
| Orlando Floride    | Austin Texas | Frisco Texas | Kansas City Kansas    |
| Exploria Stadium   | Q2 Stadium | Toyota Stadium | Children's Mercy Park |
| Capacité : 25 500  | Capacité : 20 500 | Capacité : 20 500 | Capacité : 18 467     |
|                    | | |                       |

## Tirage au sort
Le tirage au sort de la phase finale de la Gold Cup a lieu le 28 septembre 2020 à 20h au siège de la CONCACAF à Miami.
Les chapeaux sont déterminés par le classement CONCACAF du mois d'août 2020 et les quatre têtes de série prennent donc place dans des groupes différents : le groupe A pour le Mexique, le groupe B pour les États-Unis, le groupe C pour le Costa Rica et enfin le groupe D pour le Honduras. Également, le Qatar, sélection invitée pour les éditions 2021 et 2023 de la Gold Cup,, est assignée au groupe D en raison de sa participation à la Copa América 2021 avant la Gold Cup et dont la phase de groupes se conclut le 28 juin, soit quelques jours avant le début de la Gold Cup.
| Chapeau 1                  | Chapeau 2     | Chapeau 3       | Chapeau 4               |
| -------------------------- | ------------- | --------------- | ----------------------- |
| Mexique (1)                | Jamaïque (5)  | Martinique (11) | Vainqueur match 7 (N/A) |
| États-Unis (pays hôte) (2) | Canada (6)    | Curaçao (13)    | Vainqueur match 8 (N/A) |
| Costa Rica (3)             | Panama (8)    | Suriname (15)   | Vainqueur match 9 (N/A) |
| Honduras (4)               | Salvador (10) | Grenade (20)    | Qatar (invité)          |

| Groupe A          | Groupe B   | Groupe C   | Groupe D |
| ----------------- | ---------- | ---------- | -------- |
| Mexique           | États-Unis | Costa Rica | Honduras |
| Salvador          | Canada     | Jamaïque   | Panama   |
| Curaçao           | Martinique | Suriname   | Grenade  |
| Trinité-et-Tobago | Haïti      | Guadeloupe | Qatar    |

| Groupe A          | Groupe B   | Groupe C   | Groupe D |
| ----------------- | ---------- | ---------- | -------- |
| Mexique           | États-Unis | Costa Rica | Honduras |
| Salvador          | Canada     | Jamaïque   | Panama   |
| Guatemala         | Martinique | Suriname   | Grenade  |
| Trinité-et-Tobago | Haïti      | Guadeloupe | Qatar    |

## Phase de groupes

### Groupe A
|   | Équipe            | Pts | J | G | N | P | BP | BC | Diff |
| 1 | Mexique           | 7   | 3 | 2 | 1 | 0 | 4  | 0  | +4   |
| 2 | Salvador          | 6   | 3 | 2 | 0 | 1 | 4  | 1  | +3   |
| 3 | Trinité-et-Tobago | 2   | 3 | 0 | 2 | 1 | 1  | 3  | -2   |
| 4 | Guatemala         | 1   | 3 | 0 | 1 | 2 | 1  | 6  | -5   |

1re journée
| Match 1                           | Mexique | 0 - 0   | Trinité-et-Tobago | AT&T Stadium, Arlington                                  |                                                          |
| 10 juillet 2021 21h00 (UTC−05:00) |         | (0 - 0) |                   | Arbitrage : Ricardo Montero Arbitre vidéo : David Gantar | Arbitrage : Ricardo Montero Arbitre vidéo : David Gantar |
| 10 juillet 2021 21h00 (UTC−05:00) | Rapport |         |                   | Arbitrage : Ricardo Montero Arbitre vidéo : David Gantar | Arbitrage : Ricardo Montero Arbitre vidéo : David Gantar |

| Match 2                           | Salvador               | 2 - 0   | Guatemala | Toyota Stadium, Frisco                            |                                                   |
| 11 juillet 2021 21h30 (UTC−05:00) | Roldán 81e Rivas 90+6e | (0 - 0) |           | Arbitrage : Jair Marrufo Arbitre vidéo : Tim Ford | Arbitrage : Jair Marrufo Arbitre vidéo : Tim Ford |
| 11 juillet 2021 21h30 (UTC−05:00) | Rapport                |         |           | Arbitrage : Jair Marrufo Arbitre vidéo : Tim Ford | Arbitrage : Jair Marrufo Arbitre vidéo : Tim Ford |

2e journée
| Match 9                           | Trinité-et-Tobago | 0 - 2   | Salvador                     | Toyota Stadium, Frisco                                      |                                                             |
| 14 juillet 2021 18h30 (UTC−05:00) |                   | (0 - 1) | 30e Henríquez 90+1e Martinez | Arbitrage : Selvin Brown Arbitre vidéo : Armando Villarreal | Arbitrage : Selvin Brown Arbitre vidéo : Armando Villarreal |
| 14 juillet 2021 18h30 (UTC−05:00) | Rapport           |         |                              | Arbitrage : Selvin Brown Arbitre vidéo : Armando Villarreal | Arbitrage : Selvin Brown Arbitre vidéo : Armando Villarreal |

| Match 10                          | Guatemala | 0 - 3   | Mexique                       | Cotton Bowl, Dallas                                         |                                                             |
| 14 juillet 2021 21h30 (UTC−05:00) |           | (0 - 1) | 29e 55e Funes Mori 79e Pineda | Arbitrage : Daneon Parchment Arbitre vidéo : Bakary Gassama | Arbitrage : Daneon Parchment Arbitre vidéo : Bakary Gassama |
| 14 juillet 2021 21h30 (UTC−05:00) | Rapport   |         |                               | Arbitrage : Daneon Parchment Arbitre vidéo : Bakary Gassama | Arbitrage : Daneon Parchment Arbitre vidéo : Bakary Gassama |

3e journée
| Match 19                          | Mexique       | 1 - 0   | Salvador | Cotton Bowl, Dallas                                     |                                                         |
| 18 juillet 2021 21h00 (UTC−05:00) | Rodríguez 26e | (1 - 0) |          | Arbitrage : Said Martínez Arbitre vidéo : Allen Chapman | Arbitrage : Said Martínez Arbitre vidéo : Allen Chapman |
| 18 juillet 2021 21h00 (UTC−05:00) | Rapport       |         |          | Arbitrage : Said Martínez Arbitre vidéo : Allen Chapman | Arbitrage : Said Martínez Arbitre vidéo : Allen Chapman |

| Match 20                          | Guatemala    | 1 - 1   | Trinité-et-Tobago | Toyota Stadium, Frisco                                 |                                                        |
| 18 juillet 2021 21h00 (UTC−05:00) | Gordillo 78e | (0 - 1) | 12e Moore         | Arbitrage : Oshane Nation Arbitre vidéo : David Gantar | Arbitrage : Oshane Nation Arbitre vidéo : David Gantar |
| 18 juillet 2021 21h00 (UTC−05:00) | Rapport      |         |                   | Arbitrage : Oshane Nation Arbitre vidéo : David Gantar | Arbitrage : Oshane Nation Arbitre vidéo : David Gantar |

### Groupe B
|   | Équipe     | Pts | J | G | N | P | BP | BC | Diff |
| 1 | États-Unis | 9   | 3 | 3 | 0 | 0 | 8  | 1  | +7   |
| 2 | Canada     | 6   | 3 | 2 | 0 | 1 | 8  | 3  | +5   |
| 3 | Haïti      | 3   | 3 | 1 | 0 | 2 | 3  | 6  | -3   |
| 4 | Martinique | 0   | 3 | 0 | 0 | 3 | 3  | 12 | -9   |

1re journée
| Match 3                           | Canada                                       | 4 - 1   | Martinique  | Children's Mercy Park, Kansas City                      |                                                         |
| 11 juillet 2021 17h30 (UTC−05:00) | Larin 16eOsorio 20eEustáquio 26eCorbeanu 89e | (3 - 1) | 10e Rivière | Arbitrage : Iván Barton Arbitre vidéo : Edvin Jurisevic | Arbitrage : Iván Barton Arbitre vidéo : Edvin Jurisevic |
| 11 juillet 2021 17h30 (UTC−05:00) | Rapport                                      |         |             | Arbitrage : Iván Barton Arbitre vidéo : Edvin Jurisevic | Arbitrage : Iván Barton Arbitre vidéo : Edvin Jurisevic |

| Match 4                           | États-Unis | 1 - 0   | Haïti | Children's Mercy Park, Kansas City                      |                                                         |
| 11 juillet 2021 19h30 (UTC−05:00) | Vines 8e   | (1 - 0) |       | Arbitrage : Said Martínez Arbitre vidéo : Erick Miranda | Arbitrage : Said Martínez Arbitre vidéo : Erick Miranda |
| 11 juillet 2021 19h30 (UTC−05:00) | Rapport    |         |       | Arbitrage : Said Martínez Arbitre vidéo : Erick Miranda | Arbitrage : Said Martínez Arbitre vidéo : Erick Miranda |

2e journée
| Match 11                          | Haïti       | 1 - 4   | Canada                                               | Children's Mercy Park, Kansas City                              |                                                                 |
| 15 juillet 2021 18h30 (UTC−05:00) | Lambese 56e | (0 - 1) | 5e Eustáquio 51e 74e (pen.) Larin 79e (pen.) Hoilett | Arbitrage : Juan Gabriel Calderón Arbitre vidéo : Allen Chapman | Arbitrage : Juan Gabriel Calderón Arbitre vidéo : Allen Chapman |
| 15 juillet 2021 18h30 (UTC−05:00) | Rapport     |         |                                                      | Arbitrage : Juan Gabriel Calderón Arbitre vidéo : Allen Chapman | Arbitrage : Juan Gabriel Calderón Arbitre vidéo : Allen Chapman |

| Match 12                          | Martinique         | 1 - 6   | États-Unis                                                                    | Children's Mercy Park, Kansas City                     |                                                        |
| 15 juillet 2021 20h30 (UTC−05:00) | Rivière 64e (pen.) | (0 - 2) | 14e 59e Dike · 23e (csc) Camille · 50e Robinson · 70e Zardes · 90e Gioacchini | Arbitrage : Mario Escobar Arbitre vidéo : Angel Monroy | Arbitrage : Mario Escobar Arbitre vidéo : Angel Monroy |
| 15 juillet 2021 20h30 (UTC−05:00) | Rapport            |         |                                                                               | Arbitrage : Mario Escobar Arbitre vidéo : Angel Monroy | Arbitrage : Mario Escobar Arbitre vidéo : Angel Monroy |

3e journée
| Match 17                          | Martinique  | 1 - 2   | Haïti                | Toyota Stadium, Frisco                              |                                                     |
| 18 juillet 2021 16h00 (UTC−05:00) | Fortuné 53e | (0 - 1) | 3e Antoine · 61e Adé | Arbitrage : Ismael Cornejo Arbitre vidéo : Tim Ford | Arbitrage : Ismael Cornejo Arbitre vidéo : Tim Ford |
| 18 juillet 2021 16h00 (UTC−05:00) | Rapport     |         |                      | Arbitrage : Ismael Cornejo Arbitre vidéo : Tim Ford | Arbitrage : Ismael Cornejo Arbitre vidéo : Tim Ford |

| Match 18                          | États-Unis | 1 - 0   | Canada | Children's Mercy Park, Kansas City                       |                                                          |
| 18 juillet 2021 16h00 (UTC−05:00) | Moore 1re  | (1 - 0) |        | Arbitrage : Adonai Escobedo Arbitre vidéo : Carlos Ayala | Arbitrage : Adonai Escobedo Arbitre vidéo : Carlos Ayala |
| 18 juillet 2021 16h00 (UTC−05:00) | Rapport    |         |        | Arbitrage : Adonai Escobedo Arbitre vidéo : Carlos Ayala | Arbitrage : Adonai Escobedo Arbitre vidéo : Carlos Ayala |

### Groupe C
|   | Équipe     | Pts | J | G | N | P | BP | BC | Diff |
| 1 | Costa Rica | 9   | 3 | 3 | 0 | 0 | 6  | 2  | +4   |
| 2 | Jamaïque   | 6   | 3 | 2 | 0 | 1 | 4  | 2  | +2   |
| 3 | Suriname   | 3   | 3 | 1 | 0 | 2 | 3  | 5  | -2   |
| 4 | Guadeloupe | 0   | 3 | 0 | 0 | 3 | 3  | 7  | -4   |

1re journée
| Match 5                           | Jamaïque                          | 2 - 0   | Suriname | Exploria Stadium, Orlando                               |                                                         |
| 12 juillet 2021 18h30 (UTC−04:00) | Nicholson 6e · Decordova-Reid 26e | (2 - 0) |          | Arbitrage : Bakary Gassama Arbitre vidéo : Drew Fischer | Arbitrage : Bakary Gassama Arbitre vidéo : Drew Fischer |
| 12 juillet 2021 18h30 (UTC−04:00) | Rapport                           |         |          | Arbitrage : Bakary Gassama Arbitre vidéo : Drew Fischer | Arbitrage : Bakary Gassama Arbitre vidéo : Drew Fischer |

| Match 6                           | Costa Rica                              | 3 - 1   | Guadeloupe   | Exploria Stadium, Orlando                             |                                                       |
| 12 juillet 2021 21h00 (UTC−04:00) | Campbell 6e · Lassiter 21e · Borges 70e | (2 - 1) | 45+5e Mirval | Arbitrage : Ismail Elfath Arbitre vidéo : Chris Penso | Arbitrage : Ismail Elfath Arbitre vidéo : Chris Penso |
| 12 juillet 2021 21h00 (UTC−04:00) | Rapport                                 |         |              | Arbitrage : Ismail Elfath Arbitre vidéo : Chris Penso | Arbitrage : Ismail Elfath Arbitre vidéo : Chris Penso |

2e journée
| Match 13                          | Guadeloupe | 1 - 2   | Jamaïque                  | Exploria Stadium, Orlando                            |                                                      |
| 16 juillet 2021 18h30 (UTC−04:00) | Ramothe 4e | (1 - 1) | 14e Burke · 87e Flemmings | Arbitrage : Bryan López Arbitre vidéo : David Gantar | Arbitrage : Bryan López Arbitre vidéo : David Gantar |
| 16 juillet 2021 18h30 (UTC−04:00) | Rapport    |         |                           | Arbitrage : Bryan López Arbitre vidéo : David Gantar | Arbitrage : Bryan López Arbitre vidéo : David Gantar |

| Match 14                          | Suriname    | 1 - 2   | Costa Rica                | Exploria Stadium, Orlando                                  |                                                            |
| 16 juillet 2021 20h30 (UTC−04:00) | Vlijter 52e | (0 - 0) | 58e Campbell · 59e Borges | Arbitrage : Fernando Hernández Arbitre vidéo : César Ramos | Arbitrage : Fernando Hernández Arbitre vidéo : César Ramos |
| 16 juillet 2021 20h30 (UTC−04:00) | Rapport     |         |                           | Arbitrage : Fernando Hernández Arbitre vidéo : César Ramos | Arbitrage : Fernando Hernández Arbitre vidéo : César Ramos |

3e journée
| Match 21                          | Costa Rica | 1 - 0   | Jamaïque | Exploria Stadium, Orlando                             |                                                       |
| 20 juillet 2021 19h00 (UTC−04:00) | Ruiz 53e   | (0 - 0) |          | Arbitrage : Mario Escobar Arbitre vidéo : Arturo Cruz | Arbitrage : Mario Escobar Arbitre vidéo : Arturo Cruz |
| 20 juillet 2021 19h00 (UTC−04:00) | Rapport    |         |          | Arbitrage : Mario Escobar Arbitre vidéo : Arturo Cruz | Arbitrage : Mario Escobar Arbitre vidéo : Arturo Cruz |

| Match 22                          | Suriname                      | 2 - 1   | Guadeloupe  | BBVA Stadium, Houston                                      |                                                            |
| 20 juillet 2021 18h00 (UTC−05:00) | Vlijter 14e · Hasselbaink 79e | (1 - 1) | 20e Phaëton | Arbitrage : Fernando Guerrero Arbitre vidéo : David Gantar | Arbitrage : Fernando Guerrero Arbitre vidéo : David Gantar |
| 20 juillet 2021 18h00 (UTC−05:00) | Rapport                       |         |             | Arbitrage : Fernando Guerrero Arbitre vidéo : David Gantar | Arbitrage : Fernando Guerrero Arbitre vidéo : David Gantar |

### Groupe D
|   | Équipe   | Pts | J | G | N | P | BP | BC | Diff |
| 1 | Qatar    | 7   | 3 | 2 | 1 | 0 | 9  | 3  | +6   |
| 2 | Honduras | 6   | 3 | 2 | 0 | 1 | 7  | 4  | +3   |
| 3 | Panama   | 4   | 3 | 1 | 1 | 1 | 8  | 7  | +1   |
| 4 | Grenade  | 0   | 3 | 0 | 0 | 3 | 1  | 11 | -10  |

1re journée
| Match 7                           | Qatar                                     | 3 - 3   | Panama                               | BBVA Stadium, Houston                                |                                                      |
| 13 juillet 2021 19h57 (UTC−05:00) | Afif 48e · Ali 53e · Al-Haidos 63e (pen.) | (0 - 0) | 51e 58e Blackburn · 79e (pen.) Davis | Arbitrage : César Ramos Arbitre vidéo : Carlos Ayala | Arbitrage : César Ramos Arbitre vidéo : Carlos Ayala |
| 13 juillet 2021 19h57 (UTC−05:00) | Rapport                                   |         |                                      | Arbitrage : César Ramos Arbitre vidéo : Carlos Ayala | Arbitrage : César Ramos Arbitre vidéo : Carlos Ayala |

| Match 8                           | Honduras                                             | 4 - 0   | Grenade | BBVA Stadium, Houston                                     |                                                           |
| 13 juillet 2021 22h10 (UTC−05:00) | Bengtson 28e · Solano 52e · Leverón 86e · Quioto 88e | (1 - 0) |         | Arbitrage : Fernando Guerrero Arbitre vidéo : Arturo Cruz | Arbitrage : Fernando Guerrero Arbitre vidéo : Arturo Cruz |
| 13 juillet 2021 22h10 (UTC−05:00) | Rapport                                              |         |         | Arbitrage : Fernando Guerrero Arbitre vidéo : Arturo Cruz | Arbitrage : Fernando Guerrero Arbitre vidéo : Arturo Cruz |

2e journée
| Match 15                          | Grenade | 0 - 4   | Qatar                                        | BBVA Stadium, Houston                                      |                                                            |
| 17 juillet 2021 18h30 (UTC−05:00) |         | (0 - 3) | 11e Hatem · 22e Afif · 36e Muntari · 46e Ali | Arbitrage : Armando Villarreal Arbitre vidéo : Arturo Cruz | Arbitrage : Armando Villarreal Arbitre vidéo : Arturo Cruz |
| 17 juillet 2021 18h30 (UTC−05:00) | Rapport |         |                                              | Arbitrage : Armando Villarreal Arbitre vidéo : Arturo Cruz | Arbitrage : Armando Villarreal Arbitre vidéo : Arturo Cruz |

| Match 16                          | Panama                         | 2 - 3   | Honduras                   | BBVA Stadium, Houston                                   |                                                         |
| 17 juillet 2021 20h30 (UTC−05:00) | Davis 32e (pen.) · Yanis 45+1e | (2 - 1) | 22e 65e Quioto · 61e López | Arbitrage : Bakary Gassama Arbitre vidéo : Drew Fischer | Arbitrage : Bakary Gassama Arbitre vidéo : Drew Fischer |
| 17 juillet 2021 20h30 (UTC−05:00) | Rapport                        |         |                            | Arbitrage : Bakary Gassama Arbitre vidéo : Drew Fischer | Arbitrage : Bakary Gassama Arbitre vidéo : Drew Fischer |

3e journée
| Match 23                          | Panama                          | 3 - 1   | Grenade   | Exploria Stadium, Orlando                            |                                                      |
| 20 juillet 2021 21h00 (UTC−04:00) | Quintero 7e · Rodríguez 27e 64e | (2 - 0) | 76e Frank | Arbitrage : César Ramos Arbitre vidéo : Angel Monroy | Arbitrage : César Ramos Arbitre vidéo : Angel Monroy |
| 20 juillet 2021 21h00 (UTC−04:00) | Rapport                         |         |           | Arbitrage : César Ramos Arbitre vidéo : Angel Monroy | Arbitrage : César Ramos Arbitre vidéo : Angel Monroy |

| Match 24                          | Honduras | 0 - 2   | Qatar                   | BBVA Stadium, Houston                             |                                                   |
| 20 juillet 2021 20h00 (UTC−05:00) |          | (0 - 1) | 25e Ahmed · 90+5e Hatem | Arbitrage : Jair Marrufo Arbitre vidéo : Tim Ford | Arbitrage : Jair Marrufo Arbitre vidéo : Tim Ford |
| 20 juillet 2021 20h00 (UTC−05:00) | Rapport  |         |                         | Arbitrage : Jair Marrufo Arbitre vidéo : Tim Ford | Arbitrage : Jair Marrufo Arbitre vidéo : Tim Ford |

## Tableau final
|  | Quarts de finale       | Quarts de finale      | Quarts de finale      | Quarts de finale      |            |            | Demi-finales        | Demi-finales        | Demi-finales        | Demi-finales        |  |  | Finale              | Finale              | Finale              | Finale              |
|  |                        |                       |                       |                       |            |            |                     |                     |                     |                     |  |  |                     |                     |                     |                     |
|  | 24 juillet - Glendale  | 24 juillet - Glendale | 24 juillet - Glendale | 24 juillet - Glendale |            |            | 29 juillet - Austin | 29 juillet - Austin | 29 juillet - Austin | 29 juillet - Austin |  |  | 1er août - Paradise | 1er août - Paradise | 1er août - Paradise | 1er août - Paradise |
|  | 24 juillet - Glendale  | 24 juillet - Glendale | 24 juillet - Glendale | 24 juillet - Glendale |            |            | 29 juillet - Austin | 29 juillet - Austin | 29 juillet - Austin | 29 juillet - Austin |  |  | 1er août - Paradise | 1er août - Paradise | 1er août - Paradise | 1er août - Paradise |
|  | Qatar                  | Qatar                 | 3                     | 3                     |            |            | 29 juillet - Austin | 29 juillet - Austin | 29 juillet - Austin | 29 juillet - Austin |  |  | 1er août - Paradise | 1er août - Paradise | 1er août - Paradise | 1er août - Paradise |
|  | Qatar                  | Qatar                 | 3                     | 3                     |            |            | 29 juillet - Austin | 29 juillet - Austin | 29 juillet - Austin | 29 juillet - Austin |  |  | 1er août - Paradise | 1er août - Paradise | 1er août - Paradise | 1er août - Paradise |
|  | Salvador               | Salvador              | 2                     | 2                     |            |            | 29 juillet - Austin | 29 juillet - Austin | 29 juillet - Austin | 29 juillet - Austin |  |  | 1er août - Paradise | 1er août - Paradise | 1er août - Paradise | 1er août - Paradise |
|  | Salvador               | Salvador              | 2                     | 2                     | Qatar      | Qatar      | 0                   | 0                   |                     |                     |  |  | 1er août - Paradise | 1er août - Paradise | 1er août - Paradise | 1er août - Paradise |
|  | 25 juillet - Arlington |                       |                       |                       | Qatar      | Qatar      | 0                   | 0                   |                     |                     |  |  | 1er août - Paradise | 1er août - Paradise | 1er août - Paradise | 1er août - Paradise |
|  |                        |                       | États-Unis            | États-Unis            | 1          | 1          |                     |                     |                     |                     |  |  | 1er août - Paradise | 1er août - Paradise | 1er août - Paradise | 1er août - Paradise |
|  | États-Unis             | États-Unis            | États-Unis            | États-Unis            | 1          | 1          | 1                   | 1                   |                     |                     |  |  | 1er août - Paradise | 1er août - Paradise | 1er août - Paradise | 1er août - Paradise |
|  | États-Unis             | États-Unis            | 29 juillet - Houston  |                       |            |            | 1                   | 1                   |                     |                     |  |  | 1er août - Paradise | 1er août - Paradise | 1er août - Paradise | 1er août - Paradise |
|  | Jamaïque               | Jamaïque              | 0                     | 0                     |            |            |                     |                     |                     |                     |  |  | 1er août - Paradise | 1er août - Paradise | 1er août - Paradise | 1er août - Paradise |
|  | Jamaïque               | Jamaïque              | 0                     | 0                     | États-Unis | États-Unis | 1 ap                | 1 ap                |                     |                     |  |  |                     |                     |                     |                     |
|  | 24 juillet - Glendale  |                       |                       |                       | États-Unis | États-Unis | 1 ap                | 1 ap                |                     |                     |  |  |                     |                     |                     |                     |
|  |                        |                       | Mexique               | Mexique               | 0          | 0          |                     |                     |                     |                     |  |  |                     |                     |                     |                     |
|  | Mexique                | Mexique               | Mexique               | Mexique               | 0          | 0          | 3                   | 3                   |                     |                     |  |  |                     |                     |                     |                     |
|  | Mexique                | Mexique               |                       |                       |            |            |                     |                     |                     |                     |  |  |                     |                     |                     |                     |
|  | Honduras               | Honduras              | 0                     | 0                     |            |            |                     |                     |                     |                     |  |  |                     |                     |                     |                     |
|  | Honduras               | Honduras              | 0                     | 0                     | Mexique    | Mexique    | 2                   | 2                   |                     |                     |  |  |                     |                     |                     |                     |
|  | 25 juillet - Arlington |                       |                       |                       | Mexique    | Mexique    | 2                   | 2                   |                     |                     |  |  |                     |                     |                     |                     |
|  |                        |                       | Canada                | Canada                | 1          | 1          |                     |                     |                     |                     |  |  |                     |                     |                     |                     |
|  | Costa Rica             | Costa Rica            | Canada                | Canada                | 1          | 1          | 0                   | 0                   |                     |                     |  |  |                     |                     |                     |                     |
|  | Costa Rica             | Costa Rica            |                       |                       |            |            |                     | 0                   |                     |                     |  |  |                     |                     |                     |                     |
|  | Canada                 | Canada                | 2                     | 2                     |            |            |                     |                     |                     |                     |  |  |                     |                     |                     |                     |
|  | Canada                 | Canada                | 2                     | 2                     |            |            |                     |                     |                     |                     |  |  |                     |                     |                     |                     |
|  |                        |                       |                       |                       |            |            |                     |                     |                     |                     |  |  |                     |                     |                     |                     |

### Quarts de finale
| Match 25                          | Qatar                        | 3 - 2   | Salvador      | State Farm Stadium, Glendale                               |                                                            |
| 24 juillet 2021 16h30 (UTC−07:00) | Ali 2e 55e (pen.) · Hatem 8e | (2 - 0) | 63e 66e Rivas | Arbitrage : Fernando Hernández Arbitre vidéo : Arturo Cruz | Arbitrage : Fernando Hernández Arbitre vidéo : Arturo Cruz |
| 24 juillet 2021 16h30 (UTC−07:00) | Rapport                      |         |               | Arbitrage : Fernando Hernández Arbitre vidéo : Arturo Cruz | Arbitrage : Fernando Hernández Arbitre vidéo : Arturo Cruz |

| Match 26                          | Mexique                                      | 3 - 0   | Honduras | State Farm Stadium, Glendale                            |                                                         |
| 24 juillet 2021 19h00 (UTC−07:00) | Funes Mori 26e · dos Santos 31e · Pineda 38e | (3 - 0) |          | Arbitrage : Mario Escobar Arbitre vidéo : Allen Chapman | Arbitrage : Mario Escobar Arbitre vidéo : Allen Chapman |
| 24 juillet 2021 19h00 (UTC−07:00) | Rapport                                      |         |          | Arbitrage : Mario Escobar Arbitre vidéo : Allen Chapman | Arbitrage : Mario Escobar Arbitre vidéo : Allen Chapman |

| Match 27                          | Costa Rica | 0 - 2   | Canada                    | AT&T Stadium, Arlington                                 |                                                         |
| 25 juillet 2021 18h00 (UTC−05:00) |            | (0 - 1) | 18e Hoilett 69e Eustáquio | Arbitrage : Jair Marrufo Arbitre vidéo : Bakary Gassama | Arbitrage : Jair Marrufo Arbitre vidéo : Bakary Gassama |
| 25 juillet 2021 18h00 (UTC−05:00) | Rapport    |         |                           | Arbitrage : Jair Marrufo Arbitre vidéo : Bakary Gassama | Arbitrage : Jair Marrufo Arbitre vidéo : Bakary Gassama |

| Match 28                          | États-Unis | 1 - 0   | Jamaïque | AT&T Stadium, Arlington                              |                                                      |
| 25 juillet 2021 20h30 (UTC−05:00) | Hoppe 83e  | (0 - 0) |          | Arbitrage : César Ramos Arbitre vidéo : Ángel Monroy | Arbitrage : César Ramos Arbitre vidéo : Ángel Monroy |
| 25 juillet 2021 20h30 (UTC−05:00) | Rapport    |         |          | Arbitrage : César Ramos Arbitre vidéo : Ángel Monroy | Arbitrage : César Ramos Arbitre vidéo : Ángel Monroy |

### Demi-finales
| Match 29                          | Qatar   | 0 - 1   | États-Unis | Q2 Stadium, Austin                                               |                                                                  |
| 29 juillet 2021 18h30 (UTC−05:00) |         | (0 - 0) | 86e Zardes | Arbitrage : Juan Gabriel Calderón Arbitre vidéo : Bakary Gassama | Arbitrage : Juan Gabriel Calderón Arbitre vidéo : Bakary Gassama |
| 29 juillet 2021 18h30 (UTC−05:00) | Rapport |         |            | Arbitrage : Juan Gabriel Calderón Arbitre vidéo : Bakary Gassama | Arbitrage : Juan Gabriel Calderón Arbitre vidéo : Bakary Gassama |

| Match 30                          | Mexique                          | 2 - 1   | Canada       | NRG Stadium, Houston                                       |                                                            |
| 29 juillet 2021 21h00 (UTC−05:00) | Pineda 45+2e (pen.)Herrera 90+9e | (1 - 0) | 57e Buchanan | Arbitrage : Daneon Parchment Arbitre vidéo : Allen Chapman | Arbitrage : Daneon Parchment Arbitre vidéo : Allen Chapman |
| 29 juillet 2021 21h00 (UTC−05:00) | Rapport                          |         |              | Arbitrage : Daneon Parchment Arbitre vidéo : Allen Chapman | Arbitrage : Daneon Parchment Arbitre vidéo : Allen Chapman |

### Finale
| Match 31                        | États-Unis    | 1 - 0 a. p.           | Mexique | Allegiant Stadium, Paradise                                                 |                                                                             |
| 1er août 2021 20h00 (UTC−07:00) | Robinson 117e | (0 - 0, 0 - 0, 0 - 0) |         | Spectateurs : 61 114 Arbitrage : Saíd Martínez Arbitre vidéo : Drew Fischer | Spectateurs : 61 114 Arbitrage : Saíd Martínez Arbitre vidéo : Drew Fischer |
| 1er août 2021 20h00 (UTC−07:00) | Rapport       |                       |         | Spectateurs : 61 114 Arbitrage : Saíd Martínez Arbitre vidéo : Drew Fischer | Spectateurs : 61 114 Arbitrage : Saíd Martínez Arbitre vidéo : Drew Fischer |

| États-Unis | Mexique |

| ÉTATS-UNIS :    |    |                     |      |        |
|                 |    |                     |      |        |
| Gardien de but  | 01 | Matt Turner         |      |        |
|                 | 02 | Reggie Cannon       |      | 65e    |
|                 | 16 | James Sands         |      |        |
|                 | 12 | Miles Robinson      |      |        |
|                 | 21 | George Bello        |      | 65e    |
|                 | 19 | Eryk Williamson     |      | 87e    |
|                 | 23 | Kellyn Acosta       | 113e |        |
|                 | 17 | Sebastian Lletget   |      | 66e    |
|                 | 07 | Paul Arriola        |      | 87e    |
|                 | 09 | Gyasi Zardes        |      |        |
|                 | 13 | Matthew Hoppe       |      | 120+1e |
| Remplaçants :   |    |                     |      |        |
|                 | 20 | Shaq Moore          |      | 65e    |
|                 | 03 | Sam Vines           |      | 65e    |
|                 | 10 | Cristian Roldan     |      | 66e    |
|                 | 06 | Gianluca Busio      |      | 87e    |
|                 | 08 | Nicholas Gioacchini |      | 87e    |
|                 | 24 | Henry Kessler       |      | 120+1e |
| Sélectionneur : |    |                     |      |        |
| Gregg Berhalter |    |                     |      |        |

| MEXIQUE :       |    |                        |      |      |      |
|                 |    |                        |      |      |      |
| Gardien de but  | 01 | Alfredo Talavera       |      |      |      |
|                 | 21 | Luis Rodríguez (en)    |      |      |      |
|                 | 02 | Néstor Araujo          |      |      |      |
|                 | 15 | Héctor Moreno          |      | 44e  |      |
|                 | 23 | Jesús Gallardo         | 114e |      |      |
|                 | 06 | Jonathan dos Santos    |      | 76e  |      |
|                 | 04 | Edson Álvarez          | 117e |      |      |
|                 | 16 | Héctor Herrera         | 72e  |      |      |
|                 | 17 | Jesús Corona           |      | 91e  |      |
|                 | 11 | Rogelio Funes Mori     |      | 106e |      |
|                 | 10 | Orbelín Pineda         |      | 76e  |      |
| Remplaçants :   |    |                        |      |      |      |
|                 | 03 | Carlos Salcedo         |      | 44e  | 106e |
|                 | 14 | Érick Gutiérrez        |      | 76e  |      |
|                 | 24 | Rodolfo Pizarro        |      | 76e  |      |
|                 | 05 | Osvaldo Rodríguez (en) |      | 91e  |      |
|                 | 09 | Alan Pulido            |      | 106e |      |
|                 | 19 | Gilberto Sepúlveda     |      | 106e |      |
| Sélectionneur : |    |                        |      |      |      |
| Gerardo Martino |    |                        |      |      |      |

| Assistants : Walter López Henri Pupiro Quatrième arbitre : Mario Escobar Homme du match : Matt Turner |

Il y a plus de quatorze ans, la sélection américaine emmenée par Landon Donovan s’impose d’un rien face au Mexique en finale de la Gold Cup 2007. Le Tri remporte les trois suivants contre la Team USA. Au coup d’envoi de ces retrouvailles, il n’y a cependant pas grand suspense. Le Mexique arrive avec une équipe A’ qui était montée en puissance au fil des matchs alors que Team USA et son équipe B voire C, n’a guère convaincu. Les premières minutes confirment les craintes d’avant match, le Mexique s’installe dans le match, contrôle le ballon, une attaque-défense s’installe alors que les hommes de Gregg Berhalter attendent uniquement les contres. Le scénario allait donc être constant : domination mexicaine avec montée des latéraux, Chaka Rodríguez (en) d’un côté, Jesús Gallardo de l’autre, un cœur du jeu Pineda – Dos Santos pour percuter dans l’axe, Edson Álvarez en rampe de lancement reculée, Héctor Herrera parfait relai et importance du jeu de pivot de Funes Mori lorsqu’il fallait allonger avant de profiter des mouvements incessants de Tecatito. Sur le papier, tout était réglé, mais dans les faits, le Mexique a retrouvé les carences qu’il a montré sur quelques matchs : son incapacité à transformer son outrageante domination en but. L’exemple parfait est Rogelio Funes Mori, de tous les bons coups, mais qui a soit buté sur un Matt Turner toujours aussi parfait dans ses cages, soit pêché par maladresse devant le but,. Le Mexique a donc empilé les situations durant le premier acte, mais n’a pas su tenir compte de l’avertissement donné par Paul Arriola sur une énorme erreur de relance. Le capitaine de la Team USA se retrouve seul face à Talavera et envoie sa frappe sur le poteau droit. C’est la meilleure occasion de la première mi-temps,.
Scénario identique au score en deuxième période, avec cependant une Team USA plus conquérante. Un deuxième acte qui débute par une grosse occasion pour Orbelín Pineda à laquelle Zardes réplique par un nouveau face à face avec Talavera au cœur d’un axe défensif toujours aussi fragile dans son dos,,. Toujours aussi fébrile à la relance, le Mexique se retrouve ainsi plus souvent en danger, les meilleures situations du second acte est finalement en faveur des hommes de Berhalter. Le Mexique a perdu pied, a décroché de la rencontre et si le score n’évolue pas, si les occasions franches s’amenuise, le match a basculé. Il a fallu attendre la prolongation pour qu’il trouve son dénouement, sur un coup de pied arrêté de Kellyn Acosta et un nouveau ballon dans le dos d’une défense trop naïve que Miles Robinson exploite et propulse dans les buts,,,. Il reste alors moins de trois minutes à jouer, l’affaire est pliée, le piège s’est refermé,. Après la Ligue des nations, les États-Unis s’offrent un deuxième succès face au Mexique en 2021,, Tata Martino perd son deuxième choc face au rival du nord. La sélection américaine est composée en grande majorité de jeunes joueurs de MLS n’ayant que trop peu joué ensemble,,.

## Statistiques et récompenses

### Classement des buteurs
4 buts     
- Almoez Ali

3 buts    
- Stephen Eustáquio
- Cyle Larin
- Romell Quioto
- Rogelio Funes Mori
- Orbelín Pineda
- Abdulaziz Hatem
- Joaquín Rivas

2 buts   
- Junior Hoilett
- Celso Borges
- Joel Campbell
- Daryl Dike
- Miles Robinson
- Gyasi Zardes
- Emmanuel Rivière
- Rolando Blackburn
- Eric Davis
- José Luis Rodríguez
- Akram Afif
- Gleofilo Vlijter

1 but  
- Tajon Buchanan
- Theo Corbeanu
- Jonathan Osorio
- Ariel Lassiter
- Bryan Ruiz
- Nicholas Gioacchini
- Matthew Hoppe
- Shaq Moore
- Sam Vines
- Raphaël Mirval
- Matthias Phaëton
- Dimitri Ramothe
- Romar Frank
- Gerardo Gordillo
- Ricardo Adé
- Carnejy Antoine
- Stéphane Lambese
- Jerry Bengtson
- Johnny Leverón
- Alexander López
- Edwin Solano
- Cory Burke
- Bobby Decordova-Reid
- Junior Flemmings
- Shamar Nicholson
- Kévin Fortuné
- Jonathan dos Santos
- Héctor Herrera
- Luis Rodríguez
- Alberto Quintero
- César Yanis
- Homam Ahmed
- Hassan Al-Haidos
- Mohammed Muntari
- Jairo Henríquez
- Walmer Martinez
- Alex Roldán
- Nigel Hasselbaink
- Reon Moore

1 but contre son camp  (csc)
- Samuel Camille (face aux États-Unis)

### Récompenses individuelles
| Catégorie               | Lauréats             |
| ----------------------- | -------------------- |
| Meilleur joueur         | Héctor Herrera       |
| Meilleur jeune joueur   | Tajon Buchanan       |
| Meilleur gardien        | Matt Turner          |
| Meilleur buteur         | Almoez Ali           |
| Meilleur esprit sportif | Bryan Tamacas (en)   |
| Meilleur but            | Bobby Decordova-Reid |
| Fair-play               | États-Unis           |

### Équipe-type
| Poste      | Joueurs            |
| ---------- | ------------------ |
| Gardien    | Matt Turner        |
| Défenseurs | Miles Robinson     |
| Défenseurs | Edson Álvarez      |
| Défenseurs | Shaq Moore         |
| Défenseurs | Damion Lowe        |
| Milieux    | Héctor Herrera     |
| Milieux    | Celso Borges       |
| Milieux    | Tajon Buchanan     |
| Attaquant  | Akram Afif         |
| Attaquant  | Rogelio Funes Mori |
| Attaquant  | Almoez Ali         |

| Équipe nationale | Nombre de joueurs |
| ---------------- | ----------------- |
| États-Unis       | 3                 |
| Mexique          | 3                 |
| Qatar            | 2                 |
| Canada           | 1                 |
| Costa Rica       | 1                 |
| Jamaïque         | 1                 |